# Willie Barbosa
Willie Hortencio Barbosa (Caravelas, Estado de Bahía, 15 de mayo de 1993), más conocido como Willie, es un futbolista brasileño. Juega como delantero en Independiente Petrolero de la Primera División de Bolivia.

## Trayectoria
Comenzó su carrera en las categorías inferiores del Vitória.
En 2013 fue cedido al Vasco da Gama.

## Clubes
| Club                            | País    | Año           |
| ------------------------------- | ------- | ------------- |
| Vitória                         | Brasil  | 2012 - 2016   |
| Vasco da Gama (cedido)          | Brasil  | 2013          |
| América Mineiro (cedido)        | Brasil  | 2015          |
| Atlético Goianiense (cedido)    | Brasil  | 2015          |
| Red Bull Bragantino II (cedido) | Brasil  | 2016          |
| Bragantino                      | Brasil  | 2016          |
| FC Botoșani                     | Rumania | 2016 - 2017   |
| Apollon Smyrnis                 | Grecia  | 2017          |
| Servette FC                     | Suiza   | 2017 - 2018   |
| Ceará SC                        | Brasil  | 2019          |
| C. R. B.                        | Brasil  | 2019          |
| The Strongest                   | Bolivia | 2020 - 2021   |
| Hapoel Ironi Kiryat Shmona      | Israel  | 2022          |
| C. R. B.                        | Brasil  | 2022          |
| Jorge Wilstermann               | Bolivia | 2022          |
| FC UTA Arad                     | Rumania | 2023          |
| Santa Cruz FC                   | Brasil  | 2024          |
| Jiangxi Lushan FC               | China   | 2024          |
| Independiente Petrolero         | Bolivia | 2025-presente |

## Palmarés

### Campeonatos regionales
| Título            | Club    | Estado | Año  |
| ----------------- | ------- | ------ | ---- |
| Campeonato Baiano | Vitória | Bahía  | 2013 |